# غيلبرتو ترينداد دي سوزا نيتو
غيلبرتو ترينداد دي سوزا نيتو هو لاعب كرة قدم برازيلي في مركز الهجوم، ولد في 26 يونيو 1993 في Gandu, Brazil ‏ في البرازيل. لعب مع نادي إيتوانو.

## وصلات خارجية
- غيلبرتو ترينداد دي سوزا نيتو على موقع Soccerway.com (الإنجليزية)